# 科爾瓦奇峰
科爾瓦奇峰（羅曼什語發音：[ˌpitskorˈvatʃ] ⓘ）是位於瑞士恩加丁地區城鎮席爾瓦普拉納的一個山峰。可乘坐纜車到達科爾瓦奇峰的山麓。纜車可到達的瞭望台及滑雪場高3303米，而科爾瓦奇峰海拔3451米，是瑞士著名的觀光景點。科爾瓦奇峰也是瑞士著名的滑雪勝地。

## 外部連結
维基共享资源上的相關多媒體資源：科爾瓦奇峰
- The Corvatsch ski area and cable car （页面存档备份，存于）

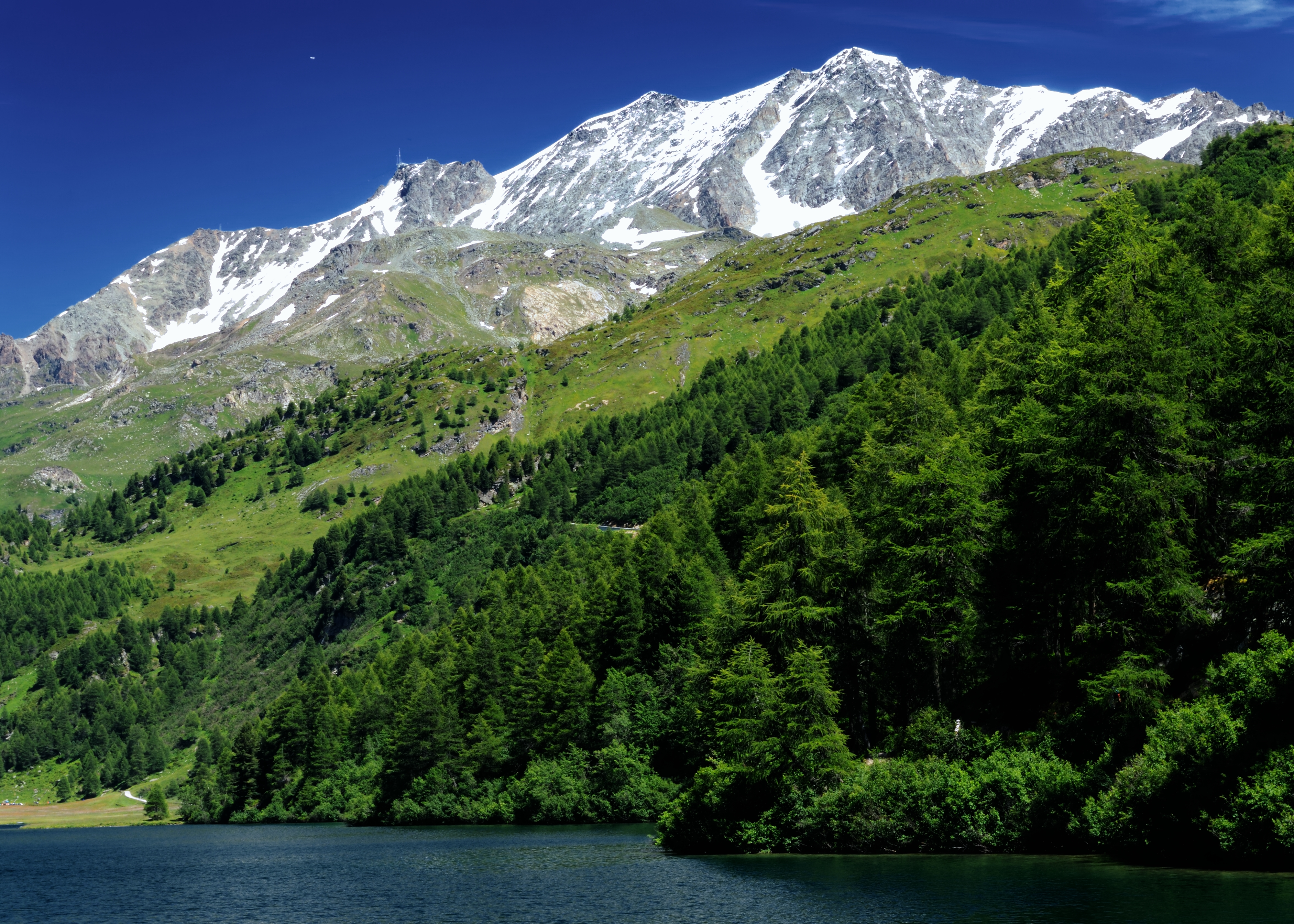
科爾瓦奇峰

- Piz Corvatsch on Hikr （页面存档备份，存于）